# Пья, Жан-Пьер
Жан-Пьер Пья (фр. Jean-Pierre Piat; 1774–1862) — французский военный деятель, бригадный генерал (1813 год), барон (1810 год), участник революционных и наполеоновских войн.

## Биография
Он поступил на службу 10 января 1792 года младшим лейтенантом во 2-й батальон 56-го пехотного полка, который стал 112-й, а затем 88-й полубригадой линейной пехоты, и служил в Северной армии в 1792 и 1793 годах. При Неервиндене был ранен выстрелом в правую руку. Лейтенант 1 октября 1793 года. С 1793 по 1796 годы служил в армии Самбро-Маасской армии. Затем присоединился к Итальянской армии и был произведён Бонапартом в капитаны гренадеров на поле боя 16 марта 1797 года за его поведение при переправе через Тальяменто.
Его полубригада входила в состав Восточной армии в 1798 году Он отличился в битве при Седениане (Верхний Египет) 8 октября 1798 года и 28 ноября стал командиром батальона. Был ранен в деле при Бенехади 8 апреля 1799 года выстрелом в почки. При осаде Каира был ранен в лицо. 21 марта 1801 года участвовал в битве под стенами Александрии и получил там новую рану в правое колено. 27 апреля 1801 года получил звание полковника, и возглавил 88-ю линейную полубригаду.
Вернулся во Францию в начале 1802 года, и во главе 88-й служил в гарнизоне в Фальсбуре. 3 ноября 1803 года повышение Пья было отклонено, и он получил звание майора 2-го полка линейной пехоты.
7 апреля 1809 года всё-таки дослужился до звания полковника, и возглавил 85-й полк линейной пехоты в составе дивизии Гюдена. Участвовал в австрийской кампании 1809 года и Русской кампании 1812 года. 3 апреля 1813 года Император произвёл его в бригадные генералы и отправил в Италию.
Вернувшись во Францию в 1814 году. В 1815 году он командовал бригадой в дивизии Жирара 2-го армейского корпуса и был ранен 16 июня 1815 года при Линьи. После второго отречения Наполеона был в резерве, и 5 апреля 1824 года вышел в отставку.
Призванный к службе после революции 1830 года, он командовал в 1831 и 1832 годах департаментом Вар, а в 1833 году командовал Верхними Альпами, где он оставался до 1837 года. Затем был во 2-м отделе генерального штаба, и в соответствии с приказом от 28 августа 1836 года вышел в отставку.
Оставался убеждённым бонапартистом. После событий 1848 года проводил агитационную кампанию за Луи-Наполеона. Издавал газеты. Был инициатором создания «Общества 10 декабря», в которое входили многие видные деятели наполеоновской эпохи.  27 марта 1852 года стал сенатором.

## Воинские звания
- Младший лейтенант (10 января 1792 года);
- Лейтенант (1 октября 1793 года);
- Капитан (16 марта 1797 года);
- Командир батальона (28 ноября 1798 года);
- Майор (3 ноября 1803 года);
- Полковник (7 апреля 1809 года);
- Бригадный генерал (3 апреля 1813 года).

## Титулы

Герб барона

- Барон Пья и Империи (фр. baron Piat et de l'Empire; декрет от 15 августа 1809 года, патент подтверждён 16 декабря 1810 года)[1].

## Награды
Легионер ордена Почётного легиона (25 марта 1804 года)
 Офицер ордена Почётного легиона (15 декабря 1808 года)
 Кавалер военного ордена Святого Людовика (27 ноября 1814 года)
 Командор ордена Почётного легиона (16 ноября 1832 года)
 Великий офицер ордена Почётного легиона (14 марта 1850 года)